# Bovatge
El bovatge era un impost que cobraven els reis normalment a l'inici del regnat.
Sembla que gravava la possessió de bestiar (el nom ve dels caps de bou que es prenien com a referència de la riquesa) i els béns mobles i seents.
Existia ja en l'època de Ramon Berenguer III (1096-1131), qui el va demanar per primera vegada el 1118 i hom el pot relacionar amb la institució de la Pau i Treva de Déu. Posteriorment es cobraria a través d'un grup de servidors jueus de la corona, com proven els llibres de registre que barregen el català i l'hebreu.
El 1299, els senyors laics i les ciutats i les viles rescataren el seu pagament.